# 何塞·阿马维斯卡
何塞·阿马维斯卡（西班牙語：José Amavisca，1971年6月19日—），西班牙男子足球运动员，司职前锋。他曾代表西班牙国奥队参加1992年夏季奥林匹克运动会足球比赛，获得一枚金牌。